# Zeleniovka
Zeleniovka (en rus: Зеленёвка) és un poble (un possiólok) de l'óblast de Vorónej, a Rússia, segons el cens del 2010 tenia 12 habitants.